# Arroyo Veinticuatro de Mayo
Arroyo Veinticuatro de Mayo är en ort i Mexiko.   Den ligger i kommunen Candelaria och delstaten Campeche, i den sydöstra delen av landet, 900 km öster om huvudstaden Mexico City. Arroyo Veinticuatro de Mayo ligger 179 meter över havet och antalet invånare är 101.
Terrängen runt Arroyo Veinticuatro de Mayo är platt, och sluttar västerut. Runt Arroyo Veinticuatro de Mayo är det glesbefolkat, med 11 invånare per kvadratkilometer. Närmaste större samhälle är El Mirador Primero, 8,7 km nordväst om Arroyo Veinticuatro de Mayo. I omgivningarna runt Arroyo Veinticuatro de Mayo växer i huvudsak städsegrön lövskog.